# Rupperswil
Rupperswil is een gemeente en plaats in het Zwitserse kanton Aargau en maakt deel uit van het district Lenzburg.
Zij ligt op de zuideover van de Aare tussen Lenzburg en Aarau.
Rupperswil telt 4.970 inwoners.

## Geboren in Rupperswil
- Lys Assia (1924-2018), zangeres